# Унутрашња Стамбол капија
Унутрашња Стамбол капија једна је од многобројних капија на Београдској тврђави, изграђена у целини са суседним фортификацијама. Она је једна од југоисточних капија у спољним зидинама, повезана дрвеним мостом са  Сахат капијом (у унутрашњим зидинама). Такође је насутим земљаним (првобитно такође дрвеним) мостом повезана са спољним равелином где се пут рачва: лево (гледано од Стамбол капије) је Спољна Стамбол капија, а десно је Карађорђева. Унутрашња Стамбол-капија је изграђена око 1750. и названа је по Истанбулу (Стамболу), јер се налазила у продужетку Цариградског друма.

## Назив
Унутрашња Стамбол капија на Калемегдану добила је име по Истанбулу јер се налазила у продужетку Истанбулског друма.  Данашња Унутрађња Стамбол капија на Калемегдану, само је наследница имена Спољашње Стамбол капије, срушене пре 140 година, која се налазила између данашње зграде Народног позоришта и споменика кнезу Михаилу на Тргу Републике. Назвали су је и унутрашња, јер је под истим именом постојала (и данас постоји) и Спољашња Стамбол капија, у самој калемегданској тврђави.
Три капије са истим именом
Како су на продужетку Цариградског друма који је из правца истока водио према Београдској тврђави, постојале три капије треба их међусобно разликовати:
- Стамбол капију — на локацији данашњег Народног позоришта,  срушена.
- Спољашњу Стамбол капију — на Калемегдану
- Унутрашњу Стамбол капију — у Београдској тврђави

- Стамбол капија
- Спољашња Стамбол капија
- Унутрашња Стамбол капија

## Положај
Унутрашња Стамбол капија се налази преко Великог Равелина - троугластог избоченог подручја које су Турци назвали Султан-табија, ојачаног зидом од опеке који је служио као заштита пролаза од фронталне ватре са стране Калемегдана - где се данас налази Природњачки музеј.

## Историја
Београдска тврђава подигнута је на гребену изнад ушћа Саве у Дунав у раздобљу од 1. до 18. века као комплекс одбрамбеног карактера. Тврђава је данас својеврстан музеј историје Београда. Ову целину чине сама Београдска тврђава, подељена на Горњи и Доњи град, и парк Калемегдан. Због изузетног стратешког значаја на овом месту је, крајем првог века наше ере, подигнуто утврђење - римски каструм, као стални војни логор IV Флавијеве легије, а уз  утврђење на брегу изнад ушћа Саве у Дунав, настао је антички Сингидунум, а на истом месту и словенски Београд.
| „ | Вековима се средњовековни град развијао на просторима Тврђаве, тражећи сигурност међу њеним бедемима. Београдска тврђава често је рушена и обнављана. Изнад римских зидина стоје српски бедеми, а преко њих, турске и аустријске фортификације. У 12. веку византијски цар Манојло Комнин подигао је на римским рушевинама нови кастел. У првим деценијама 14. века ово мало утврђење на брегу проширено је до речних обала. У оквиру бедема развио се напредан средњовековни град. После турског освајања 1521. године, па све до краја 17. века, Београдска тврђава није значајније дограђивана. | ” |

Ново раздобље започело је аустријско-турским ратом. Као кључно утврђење у средишту ратних сукоба током 18. века, Тврђава је три пута реконструисана. Порушен је стари кастел, а велики део средњовековних бедема прекриле су нове фортификације. Под аустријском окупацијом, 1717-1739. године, после изградње нових модерних утврђења, Београдска тврђава је представљала једно од најјачих војних упоришта у Европи. Грађена је према пројектима генерала Николе Доксата Демореза.
До краја 18. века Београдска тврђава је добила коначни облик. У ратним разарањима током протеклих деценија порушени су готово сви објекти у Горњем и Доњем граду, а бедеми знатно оштећени.
Подигнута је између 1740. и 1760. године, испред Сава капије, на правцу јужног прилазног правца Тврђави. Слично Сава капији и она је грађена као пролаз кроз бастион. Са обе стране има просторије за смештај тврђавске страже.
Како према Београдској тврђави воде улице Кнез Михаилова и Узун Миркова. На том правцу су главне тврђавске капије - Стамбол-капија (унутрашња и спољна) и Сахат-капија. У средњовековно утврђење улазило се са:
- источне стране (поред данашњег Зоолошког врта), кроз Зиндан капију и Деспотову капију Горњег града.
- док се Доњем граду прилази из Булевара војводе Бојовића, кроз Видин капију и из Карађорђеве улице кроз Мрачну капију.[4]

## Архитектура
Саграђена је у осамнаестом веку од фино исечених камених блокова, са полукружним сводом, и масивним вратима као шро је имала и Сполјашнја Стамбол капија. У масиву зида имала је бројне просторије, казамате, магацине и комуникације. Бранила су је два снажна избочена бастиона на левој (западној) и десној (источној) страни.
Дрвеним мостом повезана је са Сахат-капијом, а са стране равелина може јој се прићи насипом, на чијем је месту некада био покретни мост; одатле лево је Спољашња стамбол капија, а са десне стране Карађорђева капија.
Смештена је са супротне стране у односу на Карађорђеву капију, а кроз њу се пролази продужетком Цариградског друма од Спољашње Стамбол-капији, те отуда долази и њено као и име њене „спољашње“ имењакиње.